# 15. november
15. november je 319. dan leta (320. v prestopnih letih) v gregorijanskem koledarju. Ostaja še 46 dni.

## Dogodki
- 1028 – Roman III. Argir postane bizantinski cesar
- 1315 – v bitki pri Morgartnu švicarska vojska premaga habsburško
- 1577 – Francis Drake se odpravi na pot okoli sveta
- 1889 – Brazilija postane republika
- 1898 – Anton Codelli pripelje prvi avtomobil v Ljubljano
- 1917 – Sovjetska zveza prizna neodvisnost Finske
- 1920 – Gdansk postane svobodno mesto
- 1923 – v Nemčiji se konča obdobje hiperinflacije
- 1940 – nemški okupator loči varšavski geto od ostalega mesta
- 1941:
  - - Wehrmacht okupira celoten krimski polotok razen Sevastopola
  - - v Mariboru ustreljenih 35 talcev
- 1942 – ameriška zmaga pri Guadalcanalu
- 1969 – na Washingtonskem protestu proti vojni v Vietnamu se zbere okoli 600.000 ljudi
- 1983 – razglašena Turška republika Severni Ciper

## Rojstva
- 1316 – Ivan I., francoski kralj († 1316)
- 1603 – Osman II., turški sultan († 1622)
- 1670 – Bernard Mandeville, angleški filozof, ekonomist in satirik († 1733)
- 1738 – William Herschel, nemško-angleški glasbenik, skladatelj, astronom († 1822)
- 1741 – Johann Kaspar Lavater, švicarski pesnik in fiziognomik († 1801)
- 1757 – Jacques René Hébert, francoski revolucionar († 1794)
- 1862 – Gerhart Hauptmann, nemški dramatik († 1946)
- 1865 – Lea Fatur, slovenska pesnica, pisateljica († 1943)
- 1874 – August Krogh, danski fiziolog, nobelovec 1920 († 1949)
- 1885 – Phog Allen, ameriški košarkarski trener († 1974)
- 1886 – René Guénon, francoski teozof in sufi († 1951)
- 1889 – Manuel II., portugalski kralj († 1932)
- 1891 – Erwin Rommel, nemški feldmaršal († 1944)
- 1906 – Curtis Emerson LeMay, ameriški general († 1990)
- 1908 – Joseph McCarthy, ameriški politik († 1957)
- 1914 – Giuseppe Caprio, italijanski kardinal in diplomat († 2005)
- 1925 – Tone Svetina, slovenski pisatelj († 1998)
- 1931 – Mwai Kibaki, kenijski politik, predsednik Kenije († 2022)
- 1932 – Alvin Plantinga, ameriški filozof
- 1934 – Irena Pavlič, slovenska narodna delavka in urednica v Porabju († 2022)
- 1945 – Anni-Frid Lyngstad, norveško-švedska pevka (ABBA)
- 1947 – Mihael Brejc, slovenski politik
- 1954:
  - Tony Thompson, ameriški bobnar († 2003)
  - Aleksander Kwaśniewski, poljski politik (predsednik Poljske 1995-2005)
- 1956 – Zlatko Kranjčar, hrvaški nogometaš in nogometni trener († 2021)
- 1982 – Kalu Uche, nigerijski nogometaš
- 1983:
  - Johnny Heitinga, nizozemski nogometaš
  - Veli-Matti Lindström, finski smučarski skakalec

## Smrti
- 1136 – Leopold III., avstrijski mejni grof (* 1073)
- 1184 – Beatrika I., burgundska grofica, rimsko-nemška cesarica (* 1143)
- 1194 – Margareta I., flandrijska grofica
- 1226 – Friderik Isenberški, grof, izobčenec (* 1193)
- 1280 – Albert Veliki, nemški filozof, teolog, naravoslovec, škof in svetnik (* 1193)
- 1347 – Jakob I., aragonski princ, grof Urgella (* 1321)
- 1351 – Ivana Pfirtška, avstrijska vojvodinja (* 1300)
- 1379 – Oton V. Wittelsbaški, bavarski vojvoda, brandenburški mejni grof (* 1346)
- 1560 – Domingo de Soto, španski dominikanski duhovnik, teolog in filozof (* 1494)
- 1630 – Johannes Kepler, nemški astrolog, astronom, matematik (* 1571)
- 1670 – Jan Amos Komensky, češki pedagog, filozof, pisatelj (* 1592)
- 1672 – Franciscus Sylvius, nemški zdravnik, kemik (* 1614)
- 1787 – Christoph Willibald Gluck, nemški skladatelj (* 1714)
- 1839 – William Murdoch, škotski inženir, izumitelj (* 1754)
- 1908 – Cixi, kitajska cesarica (* 1835)
- 1910 – Wilhelm Raabe, nemški pisatelj (* 1831)
- 1916 – Henryk Sienkiewicz, poljski pisatelj, nobelovec 1905 (* 1846)
- 1916 – Luis Muñoz Rivera, portoriški pesnik, novinar, politik (* 1859)
- 1917 – Émile Durkheim, francoski sociolog (* 1858)
- 1919 – Alfred Werner, švicarski kemik, nobelovec 1913 (* 1866)
- 1959 – Charles Thomson Rees Wilson, škotski fizik, nobelovec 1927 (* 1869)
- 1967 – Michael James Adams, ameriški vojaški pilot, astronavt (* 1930)
- 1971 – Viljam Genrihovič Fisher, ruski vohun (* 1903)
- 1976 – Jean Gabin, francoski filmski igralec (* 1904)
- 1978 – Margaret Mead, ameriška antropologinja (* 1901)
- 1998 – Stokely Carmichael - Kwame Ture, ameriški aktivist za človekove pravice (* 1941)
- 2002 – Myra Hindley, angleška morilka (* 1942)
- 2017 – Lil Peep (Gustav Elijah Åhr), ameriški rapper, pevec in tekstopisec (* 1996)

## Prazniki in obredi
- 2. evropski teden osveščenosti o cistični fibrozi (15.11 - 20.11.2010)